# Skandia (przedsiębiorstwo)
Skandia – szwedzkie przedsiębiorstwo ubezpieczeniowe, które rozpoczęło działalność w 1855 roku. Posiada oddziały w Europie, Ameryce Południowej, Azji i Australii. Skandia jest także właścicielem internetowego banku – Skandiabanken.
Skandia jest jednym z największych na świecie niezależnych dostawców długoterminowych rozwiązań inwestycyjnych i oszczędnościowych. Przedsiębiorstwo jako pierwsze wprowadziło usługę „MultiNawigator”, którą przyjęły później inne firmy ubezpieczeniowe.
Skandia jest pionierem w badaniach nad aktywami niematerialnymi. Już w 1991 roku w powołano bowiem grupę badaczy pod przywództwem profesora Leifa Edvinssona, której zadaniem było prowadzenie badań nad kapitałem intelektualnym. Efekty pracy zespołu były już widoczne w maju 1995 r., gdy Skandia wydała pierwszy na świecie publiczny raport roczny dotyczący kapitału intelektualnego stanowiący dodatek do raportu finansowego. Od tego czasu raportowanie kapitału intelektualnego przedsiębiorstwa stało się uznaną praktyką w Stanach Zjednoczonych, Kanadzie, Wielkiej Brytanii, Austrii, Danii, Australii i w wielu innych krajach.
Skandia należy obecnie do Grupy Old Mutual.

## Działalność w Polsce
Skandia w Polsce rozpoczęła swoją działalność 16 kwietnia 1999 roku. Siedziba polskiego oddziału mieści się w Warszawie.

## Historia
| 1855 | Skandia otrzymuje licencję na prowadzenie działalności |
| 1863 | Skandia zostaje zarejestrowana na giełdzie w Sztokholmie, w związku z pierwszym notowaniem giełdy. Wkrótce Skandia otwiera swoje biura w Chrystianii (Oslo), Kopenhadze, Sankt Petersburgu, Hamburgu i Rotterdamie. |
| 1906 | Skandia wydaje newsletter dla swoich pracowników. Tym samym jest pierwszą firmą w Szwecji, która to robi, i to regularnie.                                                                                          |
| 1936 | W Skandii znajdują zatrudnienie również mężatki. Wcześniej zatrudniano tylko niezamężne kobiety. |
| 1953 | Skandia rozpoczyna działalność w Kolumbii. |
| 1957 | Skandia instaluje pierwszy komputer – model Magnetic Drum Calculator, który obecnie znajduje się w Muzeum Nauki i Techniki w Sztokholmie.                                                                           |
| 1964 | Grupa Skandia, uformowana z 53 szwedzkich towarzystw ubezpieczeniowych wkracza na rynki z nowym logo „parasolki”.                                                                                                   |
| 1979 | W Londynie zostaje założona Skandia Life UK. Skandia jest pierwszą firmą w Wielkiej Brytanii, która oferuje produkty unit-linked.                                                                                   |
| 1990 | Skandia wprowadza polisy unit-linked na rynek szwedzki. Powstaje SkandiaLink. |
| 1995 | Skandia jest pierwsza firmą w Europie, która uruchamia stronę internetową. |
| 1999 | Skandia otwiera przedstawicielstwo w Polsce. |
| 2006 | Skandia wchodzi w struktury Old Mutual. |
| 2009 | Skandia przeprowadza rebranding. Obecny logotyp Skandii symbolizuje nowoczesność, dynamikę i otwartość na nowe wyzwania.                                                                                            |